# アランビック

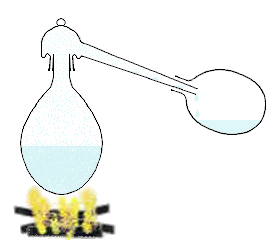
アランビック蒸留器による蒸留

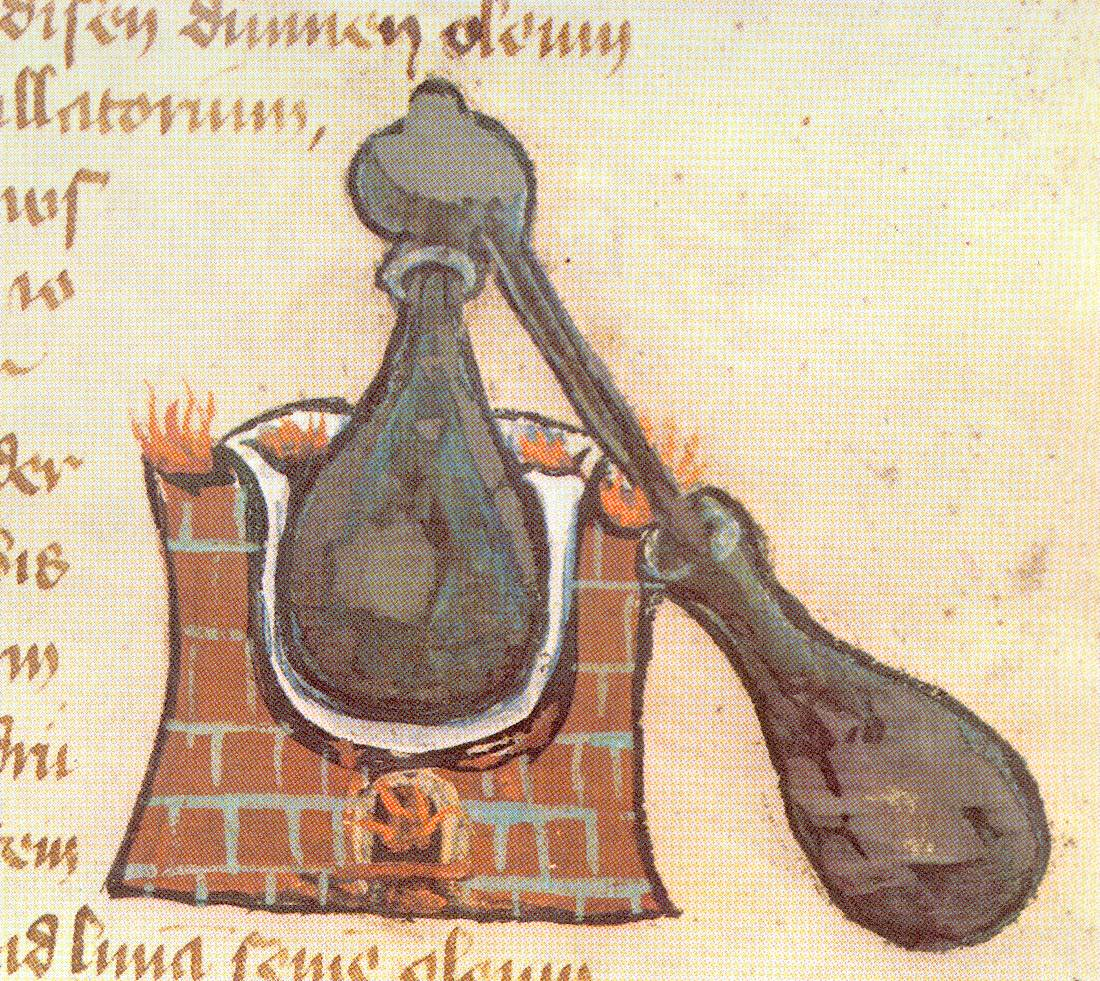
中世に描かれたアランビック蒸留器

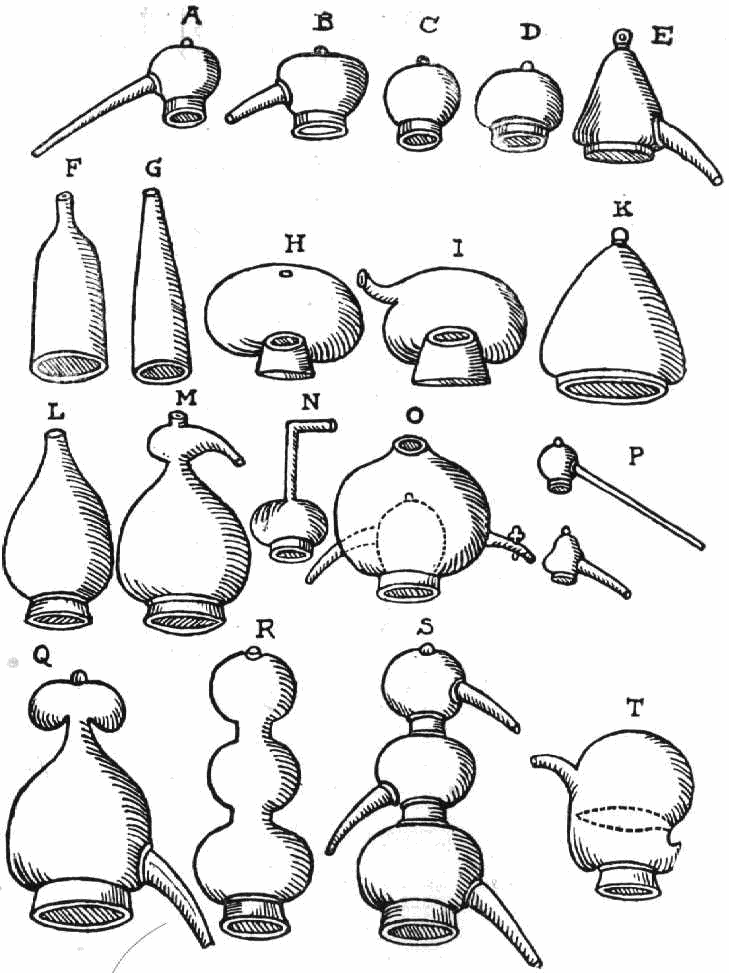
1606年に記された錬金術書に描かれた、さまざまな形状のアランビック

アランビック（英: Alembic）は、2つの容器を管で接続した蒸留器 (Still) 。錬金術において、化学物質を蒸留するために使用された。「アランビック」の語は一般的に蒸留装置全体を指して用いられるが、より厳密には、蒸留されるべき物質を蓄えるフラスコをククルビット（cucurbit 蒸留瓶）と呼び、その上部にかぶせる管のついた蓋（蒸留器の頭部 still-head）のことをアランビックと呼ぶ。ククルビットの中の液体を加熱・沸騰されることによって生じた蒸気は、頭部（アランビック）へと上昇して内壁によって冷却され、受けフラスコ (receiving flask) の中に降下する仕組みである。ククルビットと頭部（アランビック）を一体化した器具をレトルト(retort)と呼ぶ。
アランビックの近代的な形は単式蒸留器 (pot still) であり、現代においても蒸留酒の製造に用いられている。

## 名称
アランビックという語は、アラビア語で「蒸留器」を意味する  الأنبيق / al-'anbiq から来ている。この言葉を辿ればギリシャ語 ἄμβιξ / ambix に由来し、 おそらくセム語派の言語に至る。
シェイクスピアの戯曲には、limbeck という語形で登場する。フランス語形の alambic は、コニャックの製造に用いられる装置を指して用いられる（たとえば、単式蒸留器を Alambic charentais 「シャラントのアランビック」と呼ぶ）。日本では江戸時代に用いられた蒸留器に「ランビキ」という名称が用いられた。

## 歴史
アランビックを最も早い時期に使用したのは、ジャービル・イブン＝ハイヤーン（ゲベルス）のような古代ペルシャの錬金術師たちである。アル・ラーズィー（ラーゼス）もその仕事にアランビックを用い、蒸留について最初の科学的記録を書き残した。その研究は、中世においてイブン・スィーナー（アウィケンナ）やファーラービー（アルファラビウス）らイスラム教徒の錬金術師によって広げられた。

## シンボル
Unicode U+2697 にはアランビックのシンボルが含まれている。
| 記号 | Unicode | JIS X 0213 | 文字参照         | 名称    |
| ---- | ------- | ---------- | ---------------- | ------- |
| ⚗    | U+2697  | -          | &#x2697; &#9879; | ALEMBIC |